# Paisatge (Vayreda)
Paisatge és una pintura sobre taula feta per Joaquim Vayreda i Vila durant la segona meitat del segle xix i que es troba conservada actualment a la Biblioteca Museu Víctor Balaguer, amb el número de registre 1677 d'ençà que va ingressar el 1956, provinent la col·lecció privada de Lluís Plandiura i Pou.	

## Descripció
Nota de paisatge amb una masia al mig de la muntanya i arbres i matolls al voltant. Cel ennuvolat.	

## Inscripció
Al quadre es pot llegir la inscripció J.Vayreda (inferior dret) Al darrere: Joaquim Vayreda/20-1843-1894.	